# Wake Me Up
Wake Me Up (auch Wake Me Up!, englisch für ‚Weck mich auf‘) ist ein Song des schwedischen DJs und Musikproduzenten Avicii, der vom US-amerikanischen Soulsänger Aloe Blacc gesungen und mit einer Akustikgitarre, gespielt von Mike Einziger, begleitet wird. Der Song erschien im Juni 2013 zunächst als Single und später als erstes Lied von Aviciis Debütalbum True, das in Deutschland am 13. September 2013 erschien.
Avicii führte den Song zum ersten Mal beim Ultra Music Festival in Miami auf. Mit der weltweiten Veröffentlichung der Single erreichte er großen Erfolg. Wake Me Up stieg in vielen europäischen und englischsprachigen Ländern auf Platz 1 der Charts und wurde vom Variance Magazine als „Sommer-Hymne“ gekürt.
Anfang März 2014 überschritt das Lied beim Musikstreaming-Anbieter Spotify als erster Titel die Zahl von 200 Millionen Streaming-Aufrufen. Im Dezember 2014 wurde Wake Me Up als erste Single überhaupt in Deutschland mit einer Diamantenen Schallplatte für über eine Million verkaufte Exemplare ausgezeichnet. Damit ist das Lied eine der meistverkauften Singles in Deutschland.

## Hintergrund
In einem Interview mit der britischen Boulevardzeitung Daily Star sagte Avicii, der Wake Me Up! zuvor in einem Gespräch mit MTV UK als ein „Spaßexperiment“ bezeichnet hatte, dass er noch einen Sänger und Textschreiber brauche. Linkin-Park-Rapper Mike Shinoda schlug ihm Aloe Blacc vor, der sofort zusagte und schon am nächsten Tag mit dem Text fertig war. Die Melodie hatte er zuvor in Zusammenarbeit mit Mike Einziger entwickelt.

## Musikvideo
Am 28. Juni 2013 erschien ein Lyric-Video und am Tag darauf das richtige Musikvideo, das unter anderem am Santa Clara River und in der Stadt Piru in Kalifornien gedreht wurde. Als Hauptdarstellerin in dem Video fungiert das russische Model Kristina Romanova. Das kleine Mädchen wird von Laneya Grace gespielt. Das Video enthält Cross-Promotion für Denim & Supply by Ralph Lauren und das Sony Xperia Z.

## Rezeption

### Chartplatzierungen
Im Juli 2013 erreichte Wake Me Up Platz eins in den deutschen Singlecharts und hielt sich zehn Wochen dort unangefochten. In den deutschen Airplaycharts erreichte die Single ebenfalls für acht Wochen die Spitzenposition. Am Ende des Jahres belegte die Single den ersten Platz der deutschen Single-Jahrescharts sowie hinter Let Her Go (Passenger) Rang zwei der Jahres-Airplaycharts. Der Song erreichte in zahlreichen weiteren Ländern die Spitzenposition in den Singlecharts, unter anderem in Australien, Belgien, Bulgarien, Dänemark, Finnland, Frankreich, Italien, Irland, Neuseeland, den Niederlanden, Norwegen, Polen, Schweden, Spanien, Slowakei, Tschechien und Ungarn. In den US-Dancecharts übernahm das Lied am 21. September 2013 die Spitzenposition und blieb dort 26 Wochen. Das bedeutete nicht nur einen Rekord, sondern übertraf das bis dahin erfolgreichste Lied (Get Lucky von Daft Punk) um das Doppelte.
| ChartsChartplatzierungen       | Höchstplatzierung | Wochen |
| ------------------------------ | ----------------- | ------ |
| Deutschland (GfK)              | 1 (62 Wo.)        | 62     |
| Österreich (Ö3)                | 1 (54 Wo.)        | 54     |
| Schweden (GLF)                 | 1 (191 Wo.)       | 191    |
| Schweiz (IFPI)                 | 1 (75 Wo.)        | 75     |
| Vereinigte Staaten (Billboard) | 4 (54 Wo.)        | 54     |
| Vereinigtes Königreich (OCC)   | 1 (72 Wo.)        | 72     |

| ChartsJahrescharts (2013)      | Platzierung |
| ------------------------------ | ----------- |
| Deutschland (GfK)              | 1           |
| Österreich (Ö3)                | 1           |
| Schweden (GLF)                 | 1           |
| Schweiz (IFPI)                 | 1           |
| Vereinigte Staaten (Billboard) | 19          |
| Vereinigtes Königreich (OCC)   | 3           |

| ChartsJahrescharts (2014)      | Platzierung |
| ------------------------------ | ----------- |
| Deutschland (GfK)              | 92          |
| Schweden (GLF)                 | 8           |
| Schweiz (IFPI)                 | 34          |
| Vereinigte Staaten (Billboard) | 22          |
| Vereinigtes Königreich (OCC)   | 70          |

| ChartsJahrescharts (2018) | Platzierung |
| ------------------------- | ----------- |
| Schweden (GLF)            | 15          |

| ChartsJahrescharts (2019) | Platzierung |
| ------------------------- | ----------- |
| Schweden (GLF)            | 59          |

| ChartsJahrescharts (2021) | Platzierung |
| ------------------------- | ----------- |
| Schweden (GLF)            | 94          |

| ChartsJahrescharts (2010–2019) | Platzierung |
| ------------------------------ | ----------- |
| Österreich (Ö3)                | 26          |
| Vereinigte Staaten (Billboard) | 57          |
| Vereinigtes Königreich (OCC)   | 13          |

### Auszeichnungen für Musikverkäufe
Im Dezember 2014 wurde Wake Me Up als erste Single überhaupt in Deutschland mit einer Diamantenen Schallplatte für über eine Million verkaufte Exemplare ausgezeichnet. Damit ist das Lied eine der meistverkauften Singles des Landes.
| Land/Region                  | Auszeichnungen für Musikverkäufe (Land/Region, Auszeichnung, Verkäufe) | Verkäufe   |
| ---------------------------- | ---------------------------------------------------------------------- | ---------- |
| Australien (ARIA)            | 15× Platin                                                             | 1.050.000  |
| Belgien (BRMA)               | 4× Platin                                                              | 120.000    |
| Brasilien (PMB)              | 6× Diamant                                                             | 1.500.000  |
| Dänemark (IFPI)              | 2× Platin                                                              | 60.000     |
| Deutschland (BVMI)           | 11× Gold                                                               | 1.650.000  |
| Finnland (IFPI)              | Gold                                                                   | 34.924     |
| Frankreich (SNEP)            | —                                                                      | 208.800    |
| Italien (FIMI)               | 5× Platin                                                              | 150.000    |
| Japan (RIAJ)                 | Platin                                                                 | 250.000    |
| Kanada (MC)                  | Platin                                                                 | 80.000     |
| Mexiko (AMPROFON)            | 2× Platin                                                              | 120.000    |
| Neuseeland (RMNZ)            | 8× Platin                                                              | 240.000    |
| Niederlande (NVPI)           | 8× Platin                                                              | 160.000    |
| Norwegen (IFPI)              | 7× Platin                                                              | 70.000     |
| Österreich (IFPI)            | 2× Platin                                                              | 60.000     |
| Portugal (AFP)               | 5× Platin                                                              | 50.000     |
| Schweden (IFPI)              | 13× Platin                                                             | 520.000    |
| Schweiz (IFPI)               | 3× Platin                                                              | 90.000     |
| Spanien (Promusicae)         | 4× Platin                                                              | 240.000    |
| Vereinigte Staaten (RIAA)    | 11× Platin                                                             | 11.000.000 |
| Vereinigtes Königreich (BPI) | 6× Platin                                                              | 3.600.000  |
| Insgesamt                    | 2× Gold · 92× Platin · 7× Diamant ·                                    | 21.253.724 |

Hauptartikel: Avicii/Auszeichnungen für Musikverkäufe